# Catedral de Santana (Barra do Piraí)

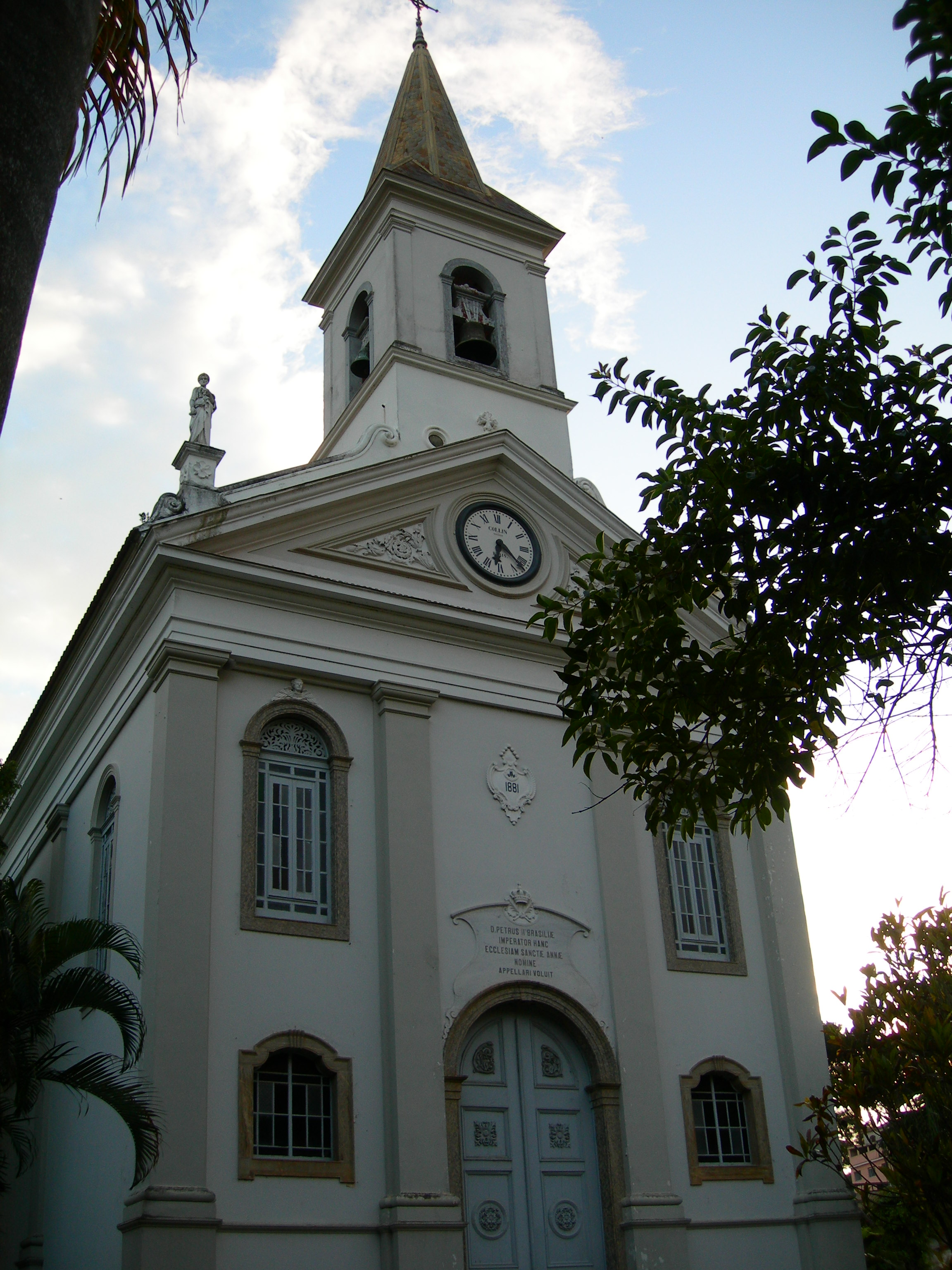
Catedral de Sant'Anna - Barra do Piraí - RJ - Autor: Jorge Iório - 2006

A Catedral de Sant'Anna foi construída em 1881 pelo 3º Barão do Rio Bonito, José Pereira de Faro que foi líder do movimento que culminou, anos mais tarde, com a emancipação da freguesia de Barra do Piraí. A pedra fundamental foi lançada na presença do Imperador D. Pedro II do Brasil, quando visitou a freguesia da atual Barra do Piraí, a convite do próprio Barão, a fim que fosse inaugurada a capela provisória da mesma igreja, em 7 de agosto de 1864.
O Barão realizou seguidas viagens ao Rio de Janeiro, selecionando arquitetos, pintores e pedreiros estrangeiros para abrigá-los em suas propriedades em Barra do Piraí, sob a condição de trabalharem na construção da, então, Igreja de Sant'Anna.
Seu lado externo é pintado de branco e a fachada frontal contém janelas e porta em formato de arco, com relógio circular localizado no frontão. Torre sineira em forma pontiaguda e desenhos em alto relevo na parede. O piso de tábua corrida e os bancos em formato de cadeiras presas umas às outras são originais.
Toda a igreja é pintada a mão por importantes artistas do Império. Até a metade da parede, pinturas que lembram cortinas, na parte de cima, pinturas sacras, no teto, reprodução da imagem da Imaculada Conceição.
Foi elevada, oficialmente, à dignidade de "catedral" em 4 de dezembro de 1922, com a instalação da Diocese barrense em 26 de julho de 1923, pela Bula "Ad Supremum Apostolicae Sedis".
A catedral guarda ainda na sacristia um quadro a óleo de Victor Meirelles, retratando o 3º Barão do Rio Bonito, de propriedade da Mitra Diocesana. Possui dois lustres de cristal em forma de pingente. O altar-mor, todo folheado a ouro, com desenhos em alto relevo e boa luminosidade, apresenta a imagem antiga de Nossa Senhora de Santana, além de outras pequenas imagens.